# Chindits
Japanische Eroberung 1941/42

Bilin – Sittang – Pegu (Taukkyan) – Rangun – Yunnan-Burma-Straße (u.a. Tachiao – Oktwin – Toungoo – Yenangyaung – Lashio I)
1942/43

Burma-Kampagne 1942–1943

Arakan I – The Hump – Chindits
1944

Schlacht um Nordburma und West-Yunnan 1943–1945

Burma-Kampagne 1944

Arakan II – Ha-gō – Lashio II – Sangshak – Myitkyina – U-gō (Imphal – Kohima – Tennisplatz) – Mogaung – Song shan/Huitong-Brücke – Dan-gō
1944/45

Burma-Kampagne 1944–1945

Bhamo – Arakan III (Kangaw und Höhe 170 – Ramree) – Meiktila/Mandalay – Pakokku – Lashio III – Tanlwe Chaung – Operation Dracula – Sittang
Die Chindits waren eine Spezialeinheit aus britischen und indischen Truppen, die während des Zweiten Weltkriegs im Rahmen des Pazifikkriegs in Burma operierte. Offiziell waren die Bezeichnungen für die Einheit 77. Indische Infanteriebrigade (1943) und 3. Indische Infanteriedivision (1944). Ihre Hauptaufgabe bestand in der Ausführung weiträumiger Umgehungsoperationen hinter den japanischen Linien.
Die meisten Soldaten der Chindits waren aus Einheiten der britischen sowie aus Gurkha-Einheiten der britisch-indischen Armee abkommandiert worden. Einheimische Burmesen dienten als Kundschafter und einige US-amerikanische Soldaten unterstützten die Chindits bei den Nachschublieferungen über Land oder aus der Luft.

## Aufstellung der Einheit

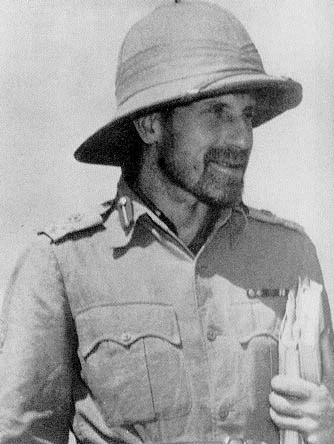
Orde Charles Wingate

Nachdem die Japaner im Januar 1942 in Burma vorgerückt waren, beorderte das War Office Lieutenant Colonel Orde Wingate auf Wunsch von General Wavell, dem Oberbefehlshaber in Indien, zur Unterstützung nach Delhi. Wingate hatte erfolgreich Erfahrungen im Guerillakampf in Palästina und Abessinien gesammelt, die er nun bei der Rückeroberung von Burma einbringen sollte.
Während der Sommermonate des Jahres 1942 wurde die 77. Indische Infanteriebrigade zusammengestellt und unter dem Namen Chindits bekannt. Der Name leitet sich vom burmesischen Chinthe ab, den löwenähnlichen Wächterfiguren vor den Tempeln und Pagoden. Wingate trainierte seine Truppen während der Monsunzeit im zentralindischen Dschungel bei Saugor nahe Jhansi, um sie auf den harten Kampf in Burma vorzubereiten. Zusammen mit Major Michael Calvert arbeitete Wingate während dieser Zeit detaillierte Karten von Nordburma aus. Auf deren Grundlage fußten seine Pläne, wie seine Truppen in weiträumigen Umgehungsoperationen hinter die japanischen Linien gelangen könnten, um dort Flugfelder zu erobern und zu halten, Kommunikations- und Nachschublinien zu zerstören und Verwirrung und Chaos zu stiften. Dazu teilte er seine Truppen in kleinere Einheiten auf, die groß genug waren um dem Feind erheblichen Schaden zuzufügen, aber klein genug, um sich schnell absetzen zu können.
Das Training umfasste den Dschungelkampf mit Überlebenstraining im Dschungel und Bau eines versteckten Dschungelbiwak, Flussüberquerungen und das Führen von Eseln. Die Esel waren für den Ablauf der Operationen wesentlich, da sie als Lasttiere für Waffen, Munition, Funkgeräte, Medikamente und Nahrungsmittel dienten. So enthielten die Nachschublieferungen aus der Luft auch Futter für die Tiere.
Die insgesamt 3000 Mann umfassende Truppe wurde von Wingate in sieben Kolonnen eingeteilt, die Hunderte von Eseln, Ochsen und auch Elefanten zugeteilt bekamen. Der Plan umfasste die Unterbrechung der Eisenbahnlinie zwischen Mandalay und Myitkyina, Aktionen gegen die Japaner im Raum Shwebo auszuführen und, wenn möglich, den Irrawaddy zu überschreiten und auch die Bahnlinie zwischen Mandalay und Lashio zu unterbrechen.

## Operation Longcloth

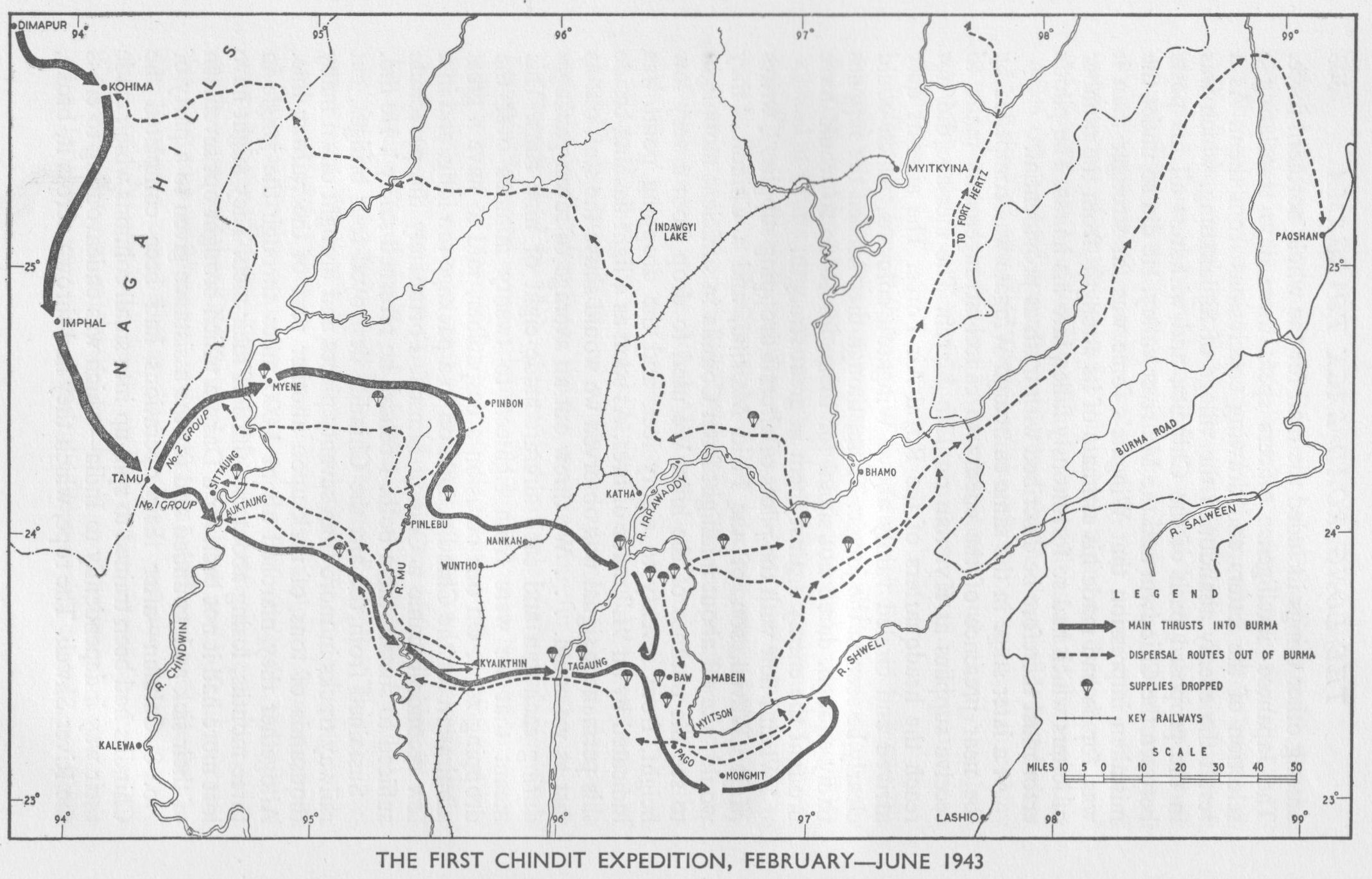
Operation Longcloth

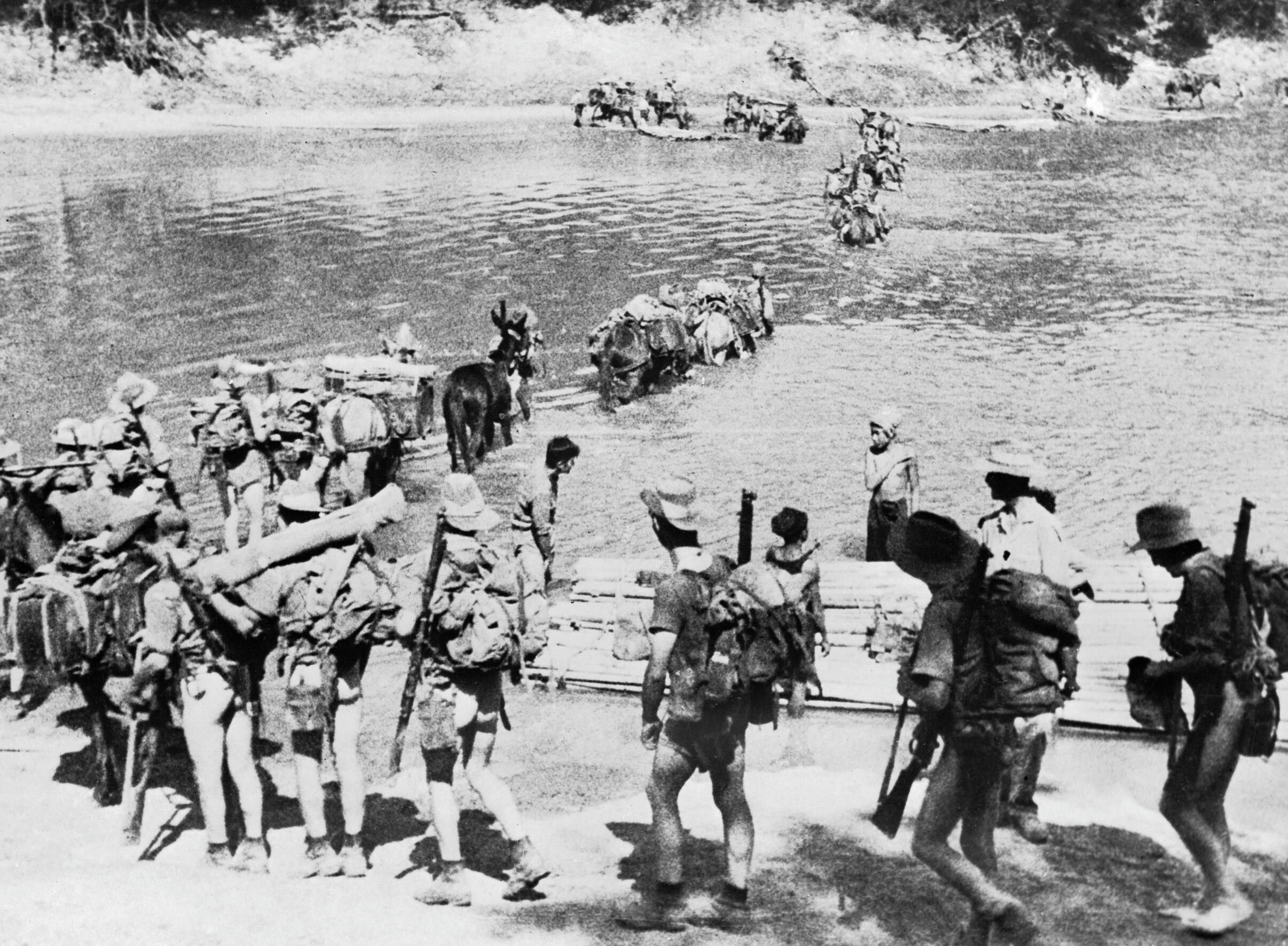
Chindits überqueren einen Fluss in Burma

Operation Longcloth startete am 8. Februar 1943. Der erste Kontakt mit japanischen Truppen fand am 15. Februar statt, zwei Tage nachdem die Chindits den Chindwin überquert hatten.
Da die Japaner glaubten, kleinere Spionagetrupps vor sich zu haben, kam es nur zu vereinzelten Scharmützeln. Erst nachdem zwei Kolonnen ab dem 4. März an 70 Stellen die Eisenbahnstrecke in Nordburma zerstört hatten, stellten die Japaner fest, dass es sich um Eindringlinge in Brigadestärke handelte. Sie sandten drei Regimenter in die Region und begannen eine Jagd auf den Gegner. Da ihnen nicht bekannt war, dass die Chindits aus der Luft versorgt wurden, versuchten sie erfolglos, deren Nachschublinien zu unterbrechen. Erst am 13. März gelang es den Japanern, während der Abwürfe von Versorgungsgütern anzugreifen. Die Einheiten, die zur Unterbrechung der Nachschublinien abkommandiert worden waren, wurden nun ebenfalls zur direkten Jagd eingesetzt.
Die britischen Einheiten waren mittlerweile tief im Dschungel von Burma und ein Rückzug hätte desaströs geendet, da die Japaner die beiden dabei zu überquerenden großen Flüsse kontrollierten. So entschied Wingate, die Operation fortzusetzen. Doch am 24. März ereilte ihn der Befehl aus Indien, nun doch den Rückzug anzutreten, da der Weg für die Luftversorgung mittlerweile fast die Reichweite der Flugzeuge überschritt. Auch die Wasservorräte der einzelnen Kolonnen wurde knapp, sodass die Männer zu dehydrieren begannen. Die Gefahr, von den Japanern eingekesselt zu werden, wuchs zudem zusehends.
Auf dem Rückzug nahmen die Chindits nur das Nötigste mit und ließen viele Esel frei, die nicht mehr gebraucht wurden. Da die Männer abgekämpft und schwach waren, gerieten etliche in japanische Hinterhalte, wurden erschossen oder gefangen genommen. Eine Kolonne konnte bis China durchdringen, eine andere sogar ein kleines Flugfeld errichten und ihre Kranken und Verwundeten ausfliegen lassen. Der Rest teilte sich in kleinere Gruppen auf, die sich durch die japanischen Reihen durchsickernd durchschlagen konnten.
2182 Männer erreichten Indien, nachdem sie bis zu 2400 km tief nach Burma eingedrungen waren. Die meisten litten unter völliger Erschöpfung und tropischen Krankheiten, sodass nur etwa 600 nach einiger Zeit der Erholung für weitere Operationen zur Verfügung standen.

## Weitere Planungen
Obwohl von verschiedenen britischen Stellen und auch Offizieren in Indien Wingates Einsatz und dessen Effektivität stark kritisiert wurde, fand er in Winston Churchill einen Bewunderer. Dieser lud ihn im August 1943 zur Quadrant-Konferenz in Québec ein. Auch dort fand seine angewandte Taktik Zustimmung und die US Army entwickelte eigene Pläne für eine entsprechende Einsatztruppe (→ Merrill’s Marauders). Wingate konnte auf der Konferenz den größten Erfolg damit verbuchen, dass ihm eine eigene Luftversorgung in Form der 1st Air Commando Group zur Verfügung gestellt wurde.
In Indien stellte derweil Wavell eine neue Einsatzgruppe zusammen, die 111. Indische Infanteriebrigade. Ihr Kommandant wurde Brigadier Walter „Joe“ Lentaigne. Als Wingate aus Québec zurückkehrte, musste er die Zusammenlegung seiner Truppen mit der 111. Indischen Infanteriebrigade, zwei Gurkha-Bataillonen und vier britischen Brigaden akzeptieren, obwohl er die neuen indischen Soldaten als zu untrainiert für seine langen Märsche ansah. So entstand die 3. Indische Infanteriedivision, die aber den eingebürgerten Spitznamen Chindits weiter führte.
In Washington wurde unterdessen ein Einsatzplan ausgearbeitet, der eine Großoffensive mit ausgedehnten Luftlandungen umfassen sollte. Wingates Truppe sollte Bestandteil dieser Offensive sein, doch das Problem bestand im Transport der Tiere zu den Einsatzorten. So entschloss man sich auch hinsichtlich der erforderlichen Größe der Ausrüstung zum Bau von Flugfeldern und zum Einsatz von Lastenseglern des Typs Waco CG-4A Hadrian. Etwa 150 davon sollten zum Einsatz kommen, dazu jeweils eine Douglas DC-3/C-47 Transportmaschine. Doch diese Menge an Flugzeugen stand nicht zur Verfügung, so dass die Großoffensive Mitte November 1943 abgesagt wurde. Da jedoch eine Zusage bestand, die Maschinen bis Jahresbeginn 1944 zusammenzustellen, sollte zumindest die Chindit-Offensive vorangetrieben werden. Tatsächlich standen am 1. Januar 1944 auf zwei Flugfeldern bei Imphal alle Einsatzkräfte und Flugzeuge bereit.
Die Chindits waren dafür vorgesehen, hinter den japanischen Linien zu operieren und die Arbeiten an der Ledo-Straße zu decken. Sie sollten die Truppen von General Stilwell unterstützen und die Japaner daran hindern, ihrer 18. Division, die im Norden Burmas versuchte zur Ledo-Straße durchzudringen, die benötigten Nachschublieferungen zukommen zu lassen.

## Operation Thursday
Zur Vorbereitung der eigentlichen Operation, die aus umfangreichen Luftlandungen bestehen sollte, marschierte ab dem 5. Februar 1944 die 16. Brigade unter dem Befehl von Brigadier Fergusson von der indischen Grenze aus in Richtung Indaw. Die 970 km entfernte Stadt und das umliegende Gebiet wurde von den Japanern kontrolliert und sollte eingenommen werden, bevor es den Japanern gelang, Verstärkungen dorthin zu schicken. Am 5. März hatten sie den Chindwin erreicht. Mittels Lastenseglern wurden Schlauchboote und Außenbordmotoren eingeflogen, um eine schnelle Überquerung zu gewährleisten. Bedingt durch den zu durchquerenden dichten Dschungel und einem zusätzlichen Einsatz zur Ausschaltung eines japanischen Außenpostens in Lonkin kam es zu Verzögerungen im Anmarsch. Das Einsatzgebiet bei Indaw wurde am 20. März erreicht und ein Flugfeld unter dem Kodenamen Aberdeen vorbereitet.

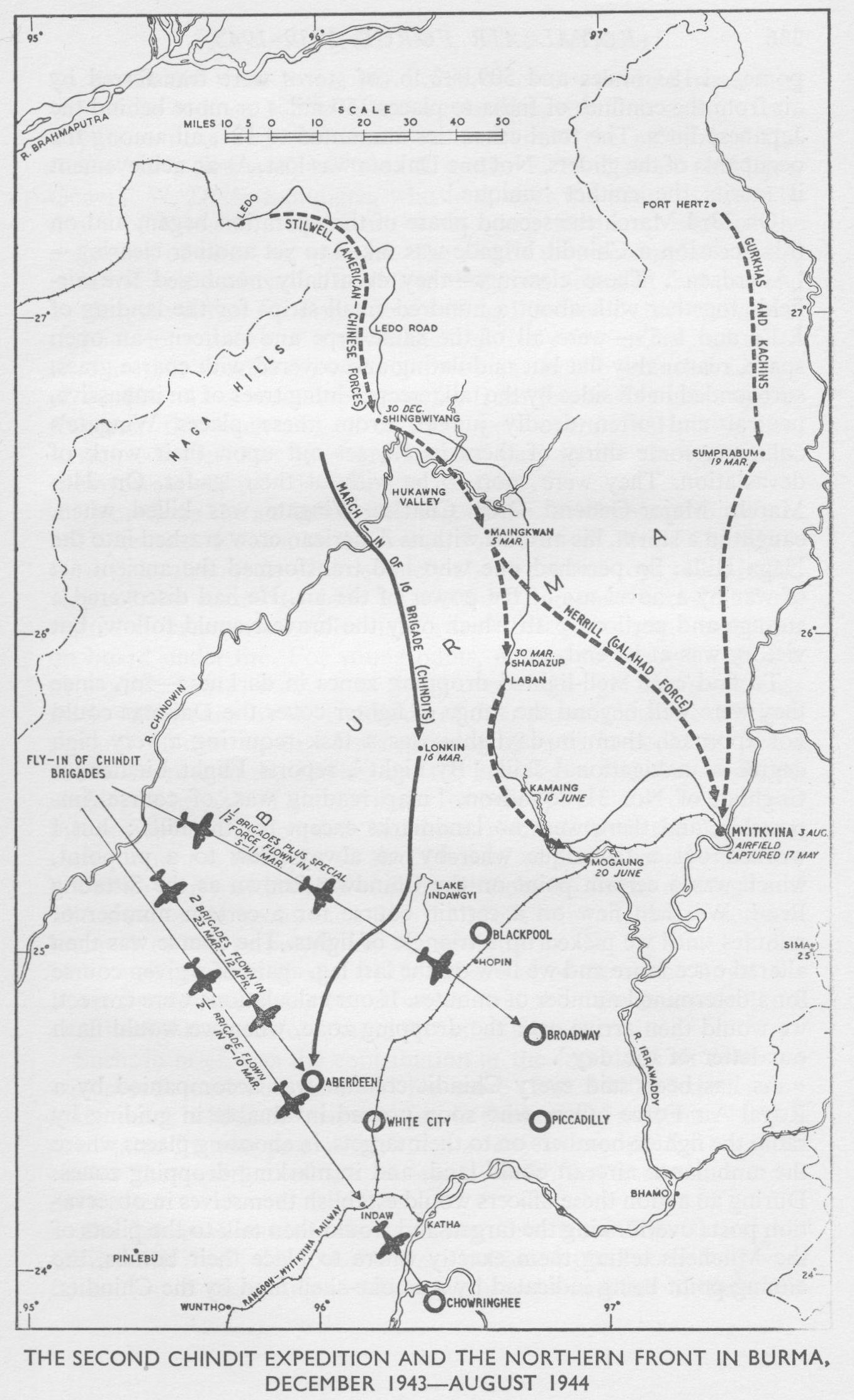
Operation Thursday

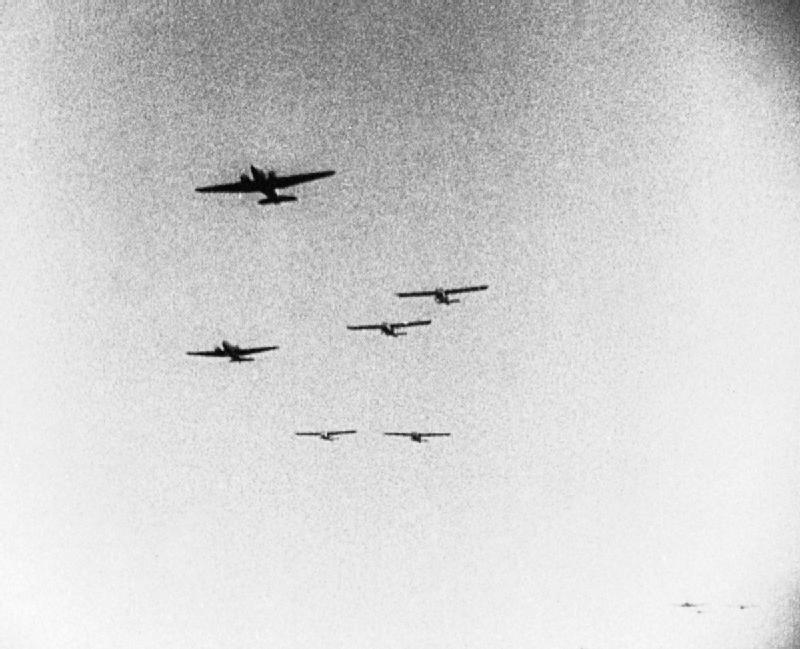
Lastensegleranflug während der Operation Thursday

Um die Ziele der Luftlandeoperation zu erreichen, mussten 10.000 Soldaten mit etwa 1.000 Lasteseln, eingeteilt in sechs Brigaden, in Zentralburma operieren, davon allein drei bei Indaw. Als Landeplätze für die Lastensegler waren drei Gebiete ausgesucht worden, die weitestgehend in unzugänglichem Gelände lagen, damit japanische Bodentruppen nur schwer zu ihnen vordringen konnten. Sie erhielten die Codenamen Piccadilly, Broadway und Chowringhee. Die Anflüge geschahen bei Nacht und es waren drei Wellen vorgesehen. Die erste brachte die Einheiten zur Geländesicherung, die zweite weitere Kampftruppen und Pioniere, die eine Landebahn errichten sollten, und die dritte Welle bestand aus den dort landenden Douglas DC-3 Dakota mit den restlichen Soldaten und Ausrüstungen.
Die Luftlandeoperation startete am 5. März 1944. Vor und auch während der Anflüge hatte die amerikanische Luftunterstützung massive Angriffe auf japanische Flugfelder durchgeführt, bei denen in den ersten zwei Tagen 78 Maschinen zerstört und viele weitere beschädigt wurden. Daher verliefen die Landungen der Chindits weitestgehend ohne japanische Luftangriffe. Aufklärungsflugzeuge berichteten allerdings kurz vorher, dass der Landeplatz Piccadilly von Baumstämmen blockiert war. Die Befürchtungen, dass die Japaner hinter die Pläne gekommen waren, bestätigte sich aber nicht, da die anderen Plätze frei vorgefunden wurden. Kurzerhand wurde beschlossen, die Hauptlandungen nach Broadway zu verlegen.
Die erste Welle bestand aus 53 Lastenseglern, von denen jeweils zwei durch eine Dakota geschleppt wurden, um mit so wenig Flügen wie nötig so viel wie möglich Soldaten und Ausrüstung zu transportieren. Dies führte aber dazu, dass die Gespanne meist nicht ihre benötigte Flughöhe erreichten, Flugzeugmotoren überhitzten oder sogar Schleppseile rissen. Etliche Lastensegler mussten daher notlanden und von denen, die bis Broadway durchkamen, legten viele eine Bruchlandung hin, was an den von der Aufklärung übersehenen Gräben und zwei Bäumen mitten im Landegebiet lag. Aus diesem Grund untersagte Brigadier Michael Calvert, der für die Operationsdurchführung zuständig war, am frühen Morgen weitere Anflüge. Bis dahin gab es 30 Tote und 28 Verwundete. Da jedoch 400 Männer bereits vor Ort waren, gelang es innerhalb von etwa vier Stunden, das Landegebiet von Hindernissen zu räumen und für weitere Landungen freizugeben. Nun flogen allerdings Einzelgespanne und die Lastensegler waren mit Doppelseilen befestigt. Nach Fertigstellung der Landebahn landeten während der nächsten sechs Nächte insgesamt 579 Dakotas auf Broadway. Damit standen dort eine komplette Brigade und zwei Bataillone hinter den japanischen Linien in Zentralburma.
Chowringhee wurde vom 6. bis zum 7. März mit zwölf Lastenseglergespannen angeflogen und das Flugfeld vorbereitet. An den folgenden Tagen landeten dort 1200 Soldaten mit 200 Lasteseln, die das Landeareal kurz darauf verließen. Nur einige Stunden später starteten die Japaner einen Luftangriff auf Chowringhee.
Damit standen insgesamt drei Brigaden in Burma mit denen Wingate hinter den japanischen Linien operieren konnte. Operation Thursday war die bis zu diesem Zeitpunkt gewagteste und umfangreichste Luftlandeaktion der Alliierten im Zweiten Weltkrieg.
Die auf Broadway gelandete Brigade war für die Unterbrechung japanischer Kommunikationswege nördlich von Indaw vorgesehen. Ein Bataillon rückte östlich bis zur Straße zwischen Bhamo und Myitkyina vor. Drei Bataillone blockierten die Bahnstrecke bei Mawlu und die restlichen Einheiten verblieben vorerst auf dem Flugfeld. Die Blockadestellung bei Mawlu, genannt White City, wurde am 6. April heftig von den Japanern attackiert, zuerst mit groß angelegtem Artilleriefeuer und anschließend mit 27 Bombern. Während der nächsten zehn Tage wurden diese Angriffe fortgesetzt, konnten jedoch von den Chindits durch Gegenangriffe, die mit kleinen Gruppen auf japanische Stellungen durchgeführt wurden, abgewehrt werden.
Die restlichen drei Brigaden waren ursprünglich für die Landung auf Aberdeen bei Indaw vorgesehen. Da es den Japanern aber mittlerweile gelungen war, ihre Truppen dort massiv zu verstärken, wurde deren Einsatz abgesagt. Die sich dort befindende 16. Brigade konnte aber ein großes Nachschublager im Umkreis von Indaw ausmachen, von dem aus alle japanischen Truppen in Nordburma versorgt wurden. Mittels eines angeforderten Luftschlags wurde dieses Lager zerstört.
Am 24. März kam Wingate beim Rückflug von Imphal nach Lalaghat über Bishnupur ums Leben. Seine North American B-25 stürzte im hügeligen Dschungel nahe Thilon ab. Mit ihm starben auch etliche Kriegskorrespondenten, die sich mit an Bord befanden. Die Absturzursache blieb unbekannt. Den Oberbefehl über die Chindits erhielt Brigadier Walter Lentaigne.

## Rückzug nach Norden
Im späten April 1944 fiel die Entscheidung, die Chindits im Norden Burmas näher bei den japanischen Linien einzusetzen. Sie sollten nun als Infanterieeinheit zur Verteidigung der neu gebauten Ledo-Straße eingesetzt werden. Dazu mangelte es ihnen aber an Ausrüstung sowie Artillerieunterstützung und auch die Luftunterstützung war nur für 90 Tage zugesagt und nun nicht mehr vorhanden. Dies führte in der Folge zu sehr großen Verlusten.
Eine Brigade errichtete eine Blockade bei Hopin rund 100 km südlich von Mogaung unter dem Kodenamen Blackpool. Zwei weitere Brigaden schützten das umgebende Areal. Zur Unterstützung der Truppen von Stilwell bei Myitkyina wurde eine weitere Brigade eingesetzt. Die Männer der 16. Brigade litten unterdessen unter großer Erschöpfung und wurden von Aberdeen ausgeflogen.
Blackpool stand permanent unter sehr starkem japanischen Feuer. Nach zwanzig Tagen musste Blackpool unter großen Verlusten aufgegeben werden. Nur rund 600 Männer überlebten.
Bei Mogaung tobte die Schlacht für zwei Wochen, bis der Befehl zum Rückzug gegeben wurde. Etwa 100 Soldaten waren zu diesem Zeitpunkt noch einsatzfähig. Die letzten Chindits verließen Burma am 27. August. Die Operation Thursday hatte die Einheit insgesamt 944 Tote und 2434 Verwundete gekostet. Zusätzlich galten 452 Mann als vermisst. Von den restlichen Männern musste die Hälfte auf Grund von tropischen Krankheiten sofort in ein Hospital. Alle anderen benötigten Ruhe und eine Spezialdiät.

## Auflösung der Einheit
Wieder in Indien stießen neue Einsatzkräfte zu den Chindits und sie begannen mit dem Training für eine neue Operation, die für den Februar 1945 geplant war. Die Einheit sollte in eine Luftlandetruppe umgewandelt werden. Bevor dies jedoch durchgeführt werden konnte, wurden die höheren Ränge der 44th Airborne Division zugewiesen.
Die Chindits wurden offiziell im Februar 1945 aufgelöst.

### Video
- Chindits Operation Thursday
- Allied Activities In Burma 1944 (Part 1 – 5)